# Semen Holszański
Semen Juriewicz Holszański herbu Hippocentaurus (ur. ?, zm. 1505) – książę litewsko-ruski z rodu Holszańskich, syn księcia Jurija Holszańskiego, hetman wielki litewski 1500–1501, starosta łucki od 1490, marszałek ziemi wołyńskiej od 1494, namiestnik kamieniecki, wojewoda nowogródzki (1500–1501).

## Życiorys
Po bitwie nad Wiedroszą (14 lipca 1500), gdy do niewoli moskiewskiej dostał się  hetman wielki litewski Konstanty Ostrogski i wojewoda nowogródzki Iwan Litawor Chrebtowicz, otrzymał przejściowo urzędy ich obydwu, zdał je jednak już w 1501.
Żonaty z Anastazją Zbaraską (Nieświcką) c. Szymona Nieświckiego (zm. 1478/1481), jego córka Tatiana została żoną hetmana wielkiego litewskiego ks. Konstantego Ostrogskiego.

## Drzewo - potomkowie
| Iwan Ostrogski ∞ Maria Bielska                                                                    | Semen Holszański ∞ Anastazja Nieświcka                                                            | Jan Tarnowski ∞ Barbara                                             | Szydłowiecki ∞ X                                                    | Jakub Kostka ∞ Anna Rokus von Sehfelden                             | von Eulenburg ∞ X                                                   | Jan Odrowąż ∞ Anna Jarosławska-Tarnowska                              | Konrad III ∞ Anna Radziwiłłówna                                       |
| Konstanty Ostrogski (1460-1530) herbu Ostrogski ∞ Tatiana Holszańska (+1521) herbu Hippocentaurus | Konstanty Ostrogski (1460-1530) herbu Ostrogski ∞ Tatiana Holszańska (+1521) herbu Hippocentaurus | Jan Amor Tarnowski (1488–1561) herbu Leliwa ∞ Zofia Szydłowiecka    | Jan Amor Tarnowski (1488–1561) herbu Leliwa ∞ Zofia Szydłowiecka    | Stanisław Kostka (1487–1555) herbu Dąbrowa ∞ Elżbieta von Eulenburg | Stanisław Kostka (1487–1555) herbu Dąbrowa ∞ Elżbieta von Eulenburg | Stanisław Odrowąż (+1545) herbu Odrowąż ∞ Anna mazowiecka (1498–1557) | Stanisław Odrowąż (+1545) herbu Odrowąż ∞ Anna mazowiecka (1498–1557) |
| Konstanty Wasyl Ostrogski (1526–1608) ∞ Zofia Tarnowska (1534–1570)                               | Konstanty Wasyl Ostrogski (1526–1608) ∞ Zofia Tarnowska (1534–1570)                               | Konstanty Wasyl Ostrogski (1526–1608) ∞ Zofia Tarnowska (1534–1570) | Konstanty Wasyl Ostrogski (1526–1608) ∞ Zofia Tarnowska (1534–1570) | Jan Kostka (1529–1581) ∞ Zofia Odrowążówna (1540–1580)              | Jan Kostka (1529–1581) ∞ Zofia Odrowążówna (1540–1580)              | Jan Kostka (1529–1581) ∞ Zofia Odrowążówna (1540–1580)                | Jan Kostka (1529–1581) ∞ Zofia Odrowążówna (1540–1580)                |
| Aleksander Ostrogski (1570−1603) ∞ Anna Kostczanka (Kostka) (1575−1635)                           |                                                                                                   |                                                                     |                                                                     |                                                                     |                                                                     |                                                                       |                                                                       |
| Zofia Ostrogska (1595–1622) ∞ Stanisław Lubomirski (1583–1649)                                    |                                                                                                   |                                                                     |                                                                     |                                                                     |                                                                     |                                                                       |                                                                       |